# Pitkasääremaa
Pitkasääremaa est une île d'Estonie en mer Baltique.

## Géographie
Bande pierreuse, elle appartient à la commune de Torgu. 